# Barry Conyngham

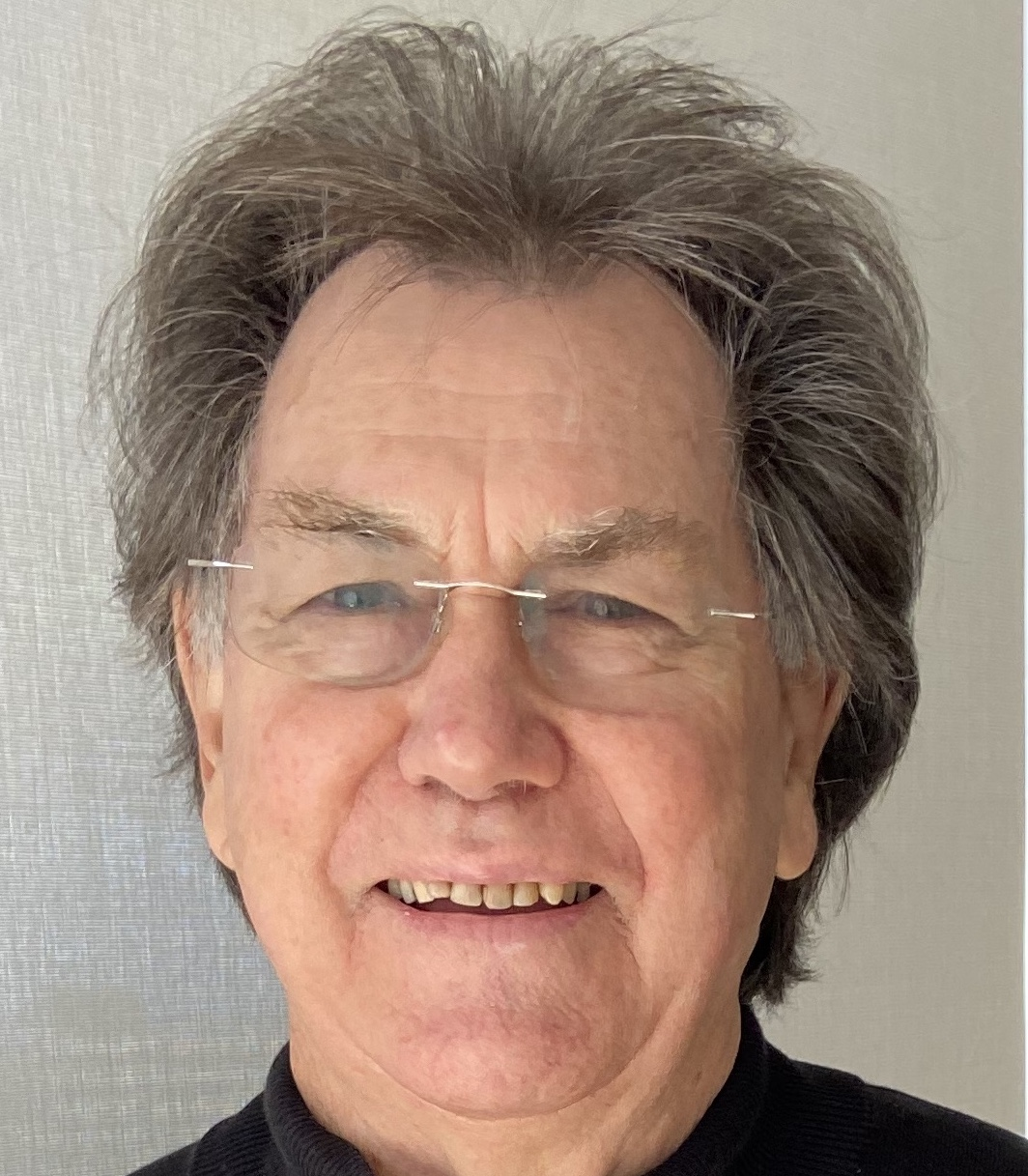
Barry Conyngham, 2021

Barry Conyngham (* 27. August 1944 in Sydney) ist ein australischer Komponist und Musikpädagoge.
Conyngham studierte bis 1971 Musik an der University of Sydney bei Peter Sculthorpe sowie in Japan bei Toru Takemitsu. Er absolvierte dann an Postgraduiertenstudium an der University of California, San Diego San Diego und erwarb 1982 den Doktorgrad an der University of Melbourne. Von 1973 bis 1974 war er Fellow der Princeton University, danach Composer in Residence an der Universität Aix-Marseille. Ab 1975 unterrichtete er an der University of Melbourne. 1989 wurde er Professor an der University of Wollongong. Von 1994 bis 2000 war er Vizekanzler der Southern Cross University, danach hatte er Jahr lang den Lehrstuhl für Australische Studien an der Harvard University inne. Seither lebt er als freischaffender Komponist.
Unter den mehr als 70 Werken Conynghams finden sich Klavier- und Orgelstücke, Kammermusik, Instrumentalkonzerte und Orchesterwerke sowie Opern. Er war zweimal Preisträger des Albert H Maggs Composition Award (1978 und 2008) und wurde für seine Verdienste als Komponist und Musikpädagoge 1997 als Mitglied des Order of Australia geehrt.

## Weblink
- Barry Conynghams Homepage